# آیشن گرودا
آیشن گرودا (ترکی استانبولی: Ayşen Gruda؛ زادهٔ ۲۲ اوت ۱۹۴۴ – درگذشتهٔ ۲۳ ژانویهٔ ۲۰۱۹) هنرپیشه و کمدین اهل ترکیه بود.
از فیلم‌ها یا برنامه‌های تلویزیونی که وی در آن نقش داشته‌است می‌توان به کاغذ، سوت کاردشلر اشاره کرد.